# Argentina na Letních olympijských hrách 2016
Argentina se účastnila Letní olympiády 2016.

## Medailové pozice
| Medaile | Jméno | Sport         | Disciplína    |
| ------- | --- | ------------- | ------------- |
| Zlato   | Paula Paretová | Judo          | Ženy 48 kg    |
| Zlato   | Santiago Lange Cecilia Carranza Saroli | Jachting      | Mix Nacra 17  |
| Zlato   | Juan Manuel Vivaldi Gonzalo Peillat Juan Ignacio Gilardi Facundo Callioni Lucas Rey Matías Paredes Joaquín Menini Lucas Vila Luca Masso Ignacio Ortiz Juan Martín Lopez Juan Manuel Saladino Matías Rey Manuel Brunet Agustín Mazzilli Lucas Rossi Pedro Ibarra Isidoro Ibarra | Pozemní hokej | Družstvo mužů |
| Stříbro | Juan Martín del Potro | Tenis         | Muži dvouhra  |